# Sharyns kanjon
Sharyns kanjon (kazakiska: Шарын шатқалы, Sharyn shatqaly) är en kanjon vid floden Sharyn i Kazakstan 200 kilometer öster om Almaty, nära gränsen till Kina. Sharyns kanjon ingår i den 2004 inrättade Sharyns kanjons nationalpark. Sharyns kanjon har naturliga formationer som kyrkor, torn och djur, vilka utformats genom att sedimentära bergarter eroderats.  
Floden Sharyn rinner upp i bergskedjan Tien Shan ("Himmelska bergen") och flyter i den torra halv-öknen öster om Alaty. Den är 393 kilometer lång. Sharyns kanjon är 90 kilometer lång och har ett djup på 150–300 meter på en del sträckor.  
Den geologiska grunden i kanjon består av sedimentär röd sandsten, vilken utsatts för erosion av vind och vatten. En del av kanjon kallas "Slottsdalen" ("Dolina Zamkov") på grund av sina ovanliga klippformationer. Den är tre kilometer lång och 100 meter djup.

## Bildgalleri

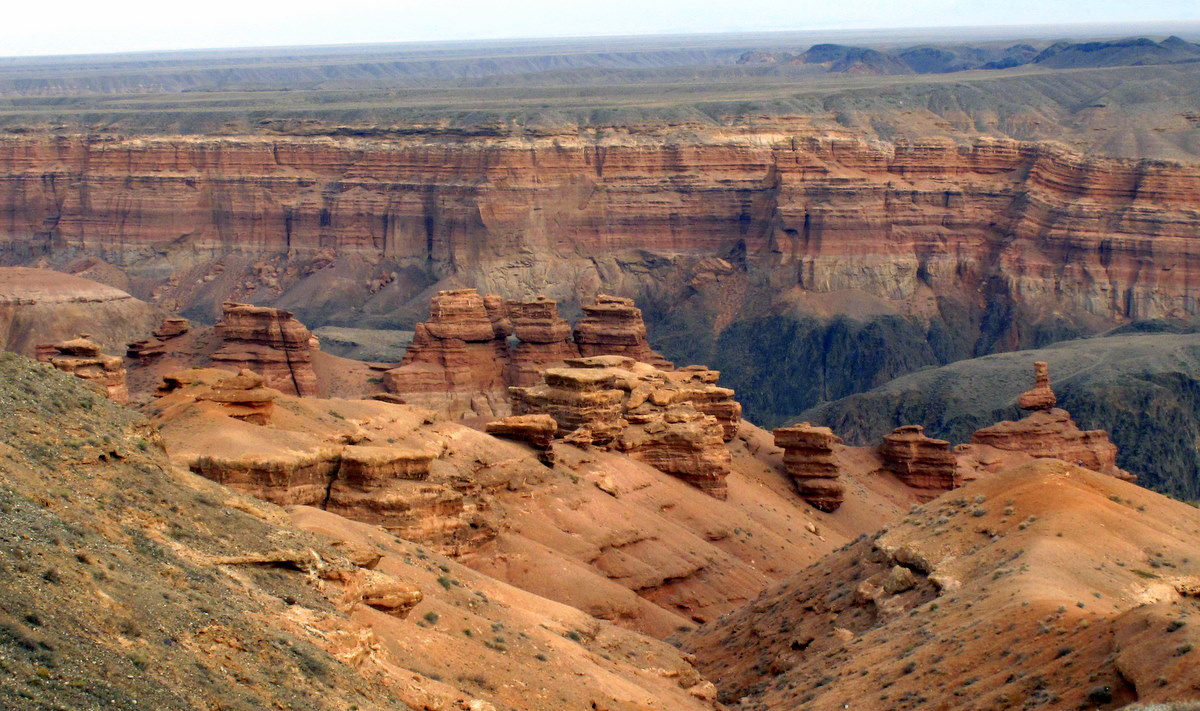
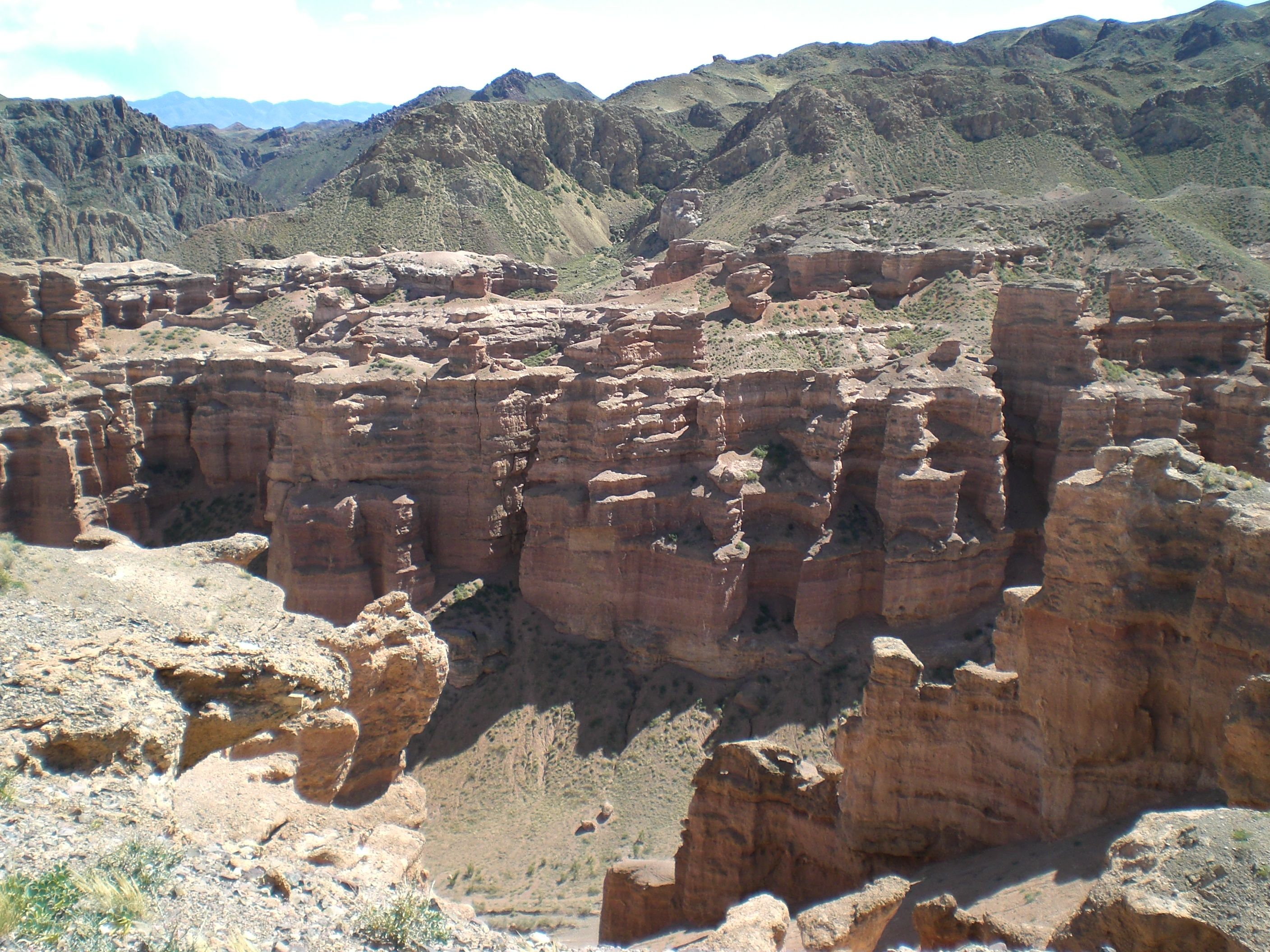
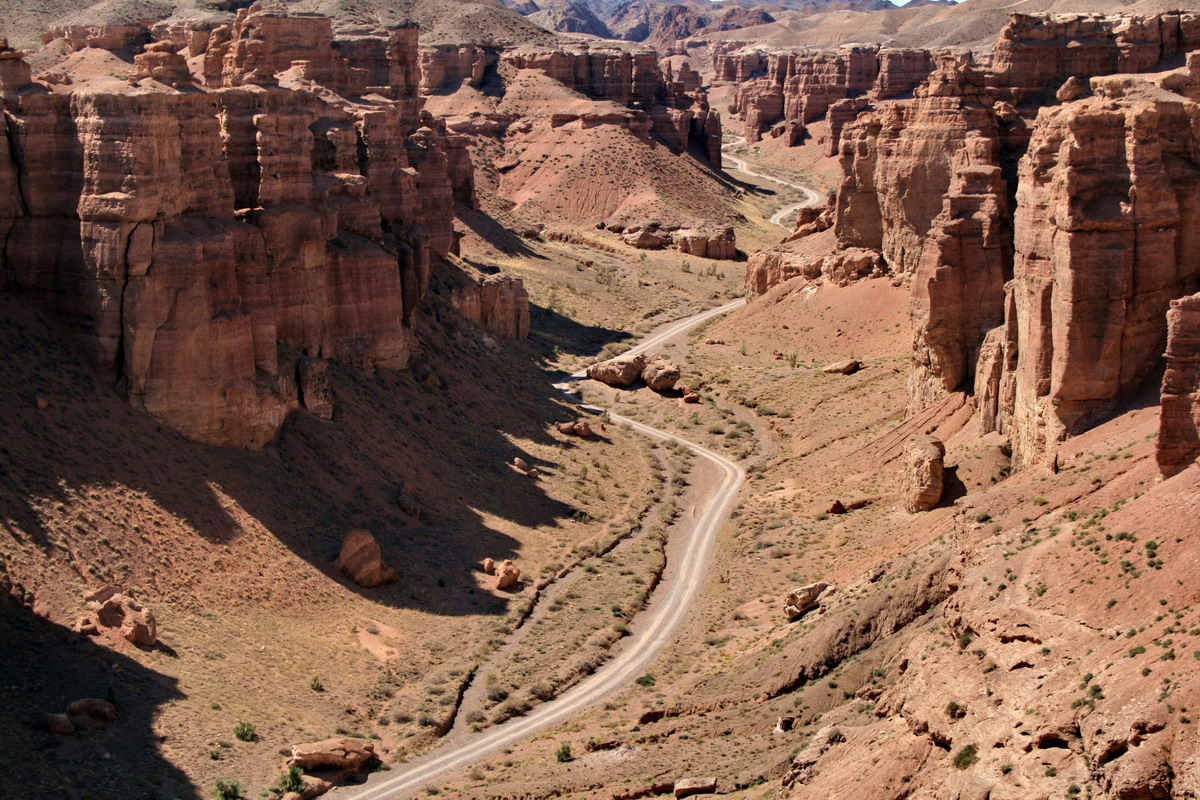